# Champdôtre
Champdôtre település Franciaországban, Côte-d’Or megyében. Lakosainak száma 603 fő (2022. január 1.). Champdôtre Villers-les-Pots, Pont, Soirans, Tillenay, Tréclun, Trouhans és Les Maillys községekkel határos.

## Népesség
A település népességének változása:
| Lakosok száma | 482  | 474  | 504  | 535  | 583  | 595  | 606  | 597  | 593  | 603  |
|               | 1968 | 1982 | 1990 | 2006 | 2013 | 2015 | 2017 | 2019 | 2020 | 2022 |